# Drino balloui
Drino balloui är en tvåvingeart som först beskrevs av Charles Howard Curran 1935.  Drino balloui ingår i släktet Drino och familjen parasitflugor.
Artens utbredningsområde är Costa Rica. Inga underarter finns listade i Catalogue of Life.